# 鶴野駅
鶴野駅（つるのえき）は北海道釧路市鶴野にあった、雄別鉄道の駅である。雄別鉄道の廃止とともに廃駅となった。

## 概要
鳥取信号所を介して埠頭線と連絡して雄別炭礦の石炭が雄別埠頭（北埠頭）へ直接送られるようになったが、市街地を縦断することへの苦情や、国道を横切るため渋滞の原因になっていることから市から跨道の要望が出されていたこと、新富士駅構内の渡り線で年々列車密度が高くなる根室本線を横切らなければならないことから待機時間が増えて来ていた等の理由により、市街地を通らず国道や根室本線と立体交差する貨物専用の鶴野線が代替として敷設された。当駅はこの鶴野線の開業に伴って設置された駅で、この線の起点駅であることから場内信号機も9基設置されていて、一番信号機の多い駅であった。

## 歴史
- 1968年（昭和43年）1月20日：鶴野線開業に伴い、開業。一般駅。
- 1970年（昭和45年）4月16日：当路線廃止に伴い廃駅。

## 駅構造
駅舎は北東側（山側）に位置し、本線上下線乗降用に島式ホーム1面2線と、駅裏側に鶴野線用本線及び副本線、雄別本線に沿って雄別方向に長い引上線を1本有していた。跨線橋は無く構内踏切でホームへ連絡していた。また鉄道員宿舎の他、共同浴場も設置されていた。

## 現状
本線跡はサイクリングロードになっており、当駅構内東側に当たる位置に実際の構内の1/4程度の大きさでロードが複線状にされ、駅のモニュメントとなっている。また、当時のホーム跡と思しき構造物が花壇となって残っている。

## その他
鶴居村営軌道の軌道は、1960年代初頭に国道拡幅を理由にルート変更を余儀なくされるまで、新富士駅前から北上し国道38号脇を阿寒側へ向かったのち、起点9.9 km地点で当線を跨線していた。1937年（昭和12年）9月から当線は、後の当駅構内中心より約500 m程阿寒寄りの起点10.080 ㎞で外構側線を分岐し、村営軌道は「鶴野駅」を設け、主に軌道側から木炭等を受け取って貨車へ積み込んでいた。ちなみにルート変更後は起点6.6 ㎞地点（鳥取信号所と後の北園駅との中間地点）で当線を跨線したが、その後も1968年（昭和43年）に全廃するまで同軌道の「鶴野駅」は残っていた。なお、跨線部の橋脚は、北側のみ2014年現在でも残っている。

## 隣の駅
雄別鉄道
雄別本線
北園駅 - 鶴野駅 - 北斗駅
鶴野線（貨物線）
鶴野駅 - 新富士駅